# Magnus Wolff Eikrem
Magnus Wolff Eikrem (* 8. August 1990 in Molde) ist ein norwegischer Fußballspieler. Der zentrale Mittelfeldspieler spielt derzeit beim norwegischen Erstligisten Molde FK und in der norwegischen Nationalmannschaft. Er ist der Sohn des ehemaligen norwegischen Fußballspielers Knut Hallvard Eikrem.

## Werdegang

### Verein
Eikrem begann das Fußballspielen in seiner Heimatstadt als 12-Jähriger bei Molde FK. Nachdem er bei einer Fußballschule von Ole Gunnar Solskjær vorgespielt hatte, wurden englische Scouts auf ihn aufmerksam. Letztlich entschied der zentrale Mittelfeldspieler sich, das Angebot von Manchester United anzunehmen. So wechselte er 2006 in dessen Jugendabteilung, unterschrieb dort aber bereits an seinem 16. Geburtstag einen Profivertrag. Für die erste Mannschaft von Manchester United bestritt er jedoch nie ein Ligaspiel, einzig in Freundschaftsspielen, sowie im Pokalspiel gegen die Wolverhampton Wanderers am 22. September 2009 kam er zum Einsatz.
Im Januar 2011 wechselte Eikrem zu seinem Heimatverein Molde FK. Dort debütierte er für die erste Mannschaft gleich am ersten Spieltag bei der 0:3-Niederlage gegen Sarpsborg 08 FF. Obwohl das erste Spiel noch verloren wurde, hatte Eikrem mit 28 Saisoneinsätzen maßgeblichen Anteil daran, dass Molde 2011 erstmals in der Vereinsgeschichte norwegischer Fußballmeister werden konnte. In der folgenden Saison, in der Molde seinen Titel verteidigen konnte, führte Eikrem am ersten Spieltag seine Mannschaft beim 2:1-Erfolg gegen Strømsgodset IF als Kapitän aufs Feld. Bedingt durch den Gewinn der Meisterschaft 2011 konnte Molde 2012 in der Qualifikation für die UEFA Champions League antreten. Nach dem Erfolg gegen den FK Ventspils scheiterte Eikrem mit Molde in der dritten Qualifikationsrunde gegen den FC Basel.
Im Juli 2013 wechselte Eikrem für eine Ablösesumme von 1,2 Mio. Euro zum niederländischen Erstligisten SC Heerenveen. Dort kam er insgesamt aber nur zu 16 Einsätzen und wechselte bereits in der Winterpause für 2,5 Mio. Euro zu Cardiff City. Dort debütierte er am 11. Januar 2014 bei der 0:2-Heimniederlage gegen West Ham United, als er in der 66. Minute für Gary Medel eingewechselt wurde. Nach nur acht weiteren Einsätzen und dem Wechsel des Trainers zu Russell Slade, der nicht mehr mit Eikrem plante, wurde dessen Vertrag mit Cardiff City einvernehmlich aufgelöst.
Im Januar 2015 wechselte er in die Allsvenskan zum schwedischen Erstligisten Malmö FF. In seinem ersten Pflichtspiel für Malmö, beim 3:0-Sieg im Pokalspiel gegen Assyriska Föreningen, erzielte Eikrem einen Treffer und bereitete die anderen beiden vor. Am 30. September 2015 debütierte er im Spiel gegen Real Madrid in der Champions League. In Malmö wurde er 2016 und 2017 schwedischer Meister. Zu Beginn noch häufiger eingesetzt, nahmen Eikrems Spielanteile im Lauf der Jahre immer mehr ab, 2017 kam er zumeist nur noch zu Kurzeinsätzen und so wurde sein zum Saisonende auslaufender Vertrag nicht mehr verlängert. Der damit ablösefreie Mittelfeldakteur schloss sich daraufhin im Januar 2018 den Seattle Sounders an. Zwar kam er dort regelmäßig zum Einsatz. Gleichwohl trennte sich der Verein bereits im Juli 2018 wieder von Eikrem. Er schloss sich daraufhin wieder seinem Jugendverein Molde FK an. Dort wurde er auf Anhieb wieder zum Stammspieler und fungierte in einigen Spielen auch als Kapitän. Des Öfteren auch im offensiven Mittelfeld eingesetzt gelangen Eikrem damit auch mehr Tore.

### Nationalmannschaft
Am 27. Juli 2005 debütierte Eikrem in der U-15-Nationalmannschaft Norwegens. In der Folge spielte er für jede norwegische U-Nationalmannschaft mit Ausnahme der U-20. Für die norwegische U-21 gab er sein Debüt am 17. November 2010 bei der 0:1-Niederlage gegen Griechenland; sein erstes Tor erzielte er beim 2:1-Sieg im U-21-EM-Qualifikationsspiel gegen Island. Mit der norwegischen U-21 bestritt er die U-21-Europameisterschaft 2013 in Israel, bei der er mit seinem Team erst im Halbfinale mit 0:3 am späteren Europameister Spanien scheiterte. Am 15. Januar 2012 debütierte er für die norwegische A-Nationalmannschaft beim 1:1-Unentschieden im Freundschaftsspiel gegen Dänemark, als er in der 75. Spielminute für Markus Henriksen eingewechselt wurde. Es folgten noch 16 weitere A-Länderspiele, zum Stammspieler konnte sich Eikrem jedoch nicht entwickeln. Sein bislang letztes Länderspiel bestritt Eikrem bei der 0:1-Niederlage gegen Belarus am 31. August 2016.